# Alpenverein Schwanenstadt
Der Alpenverein Schwanenstadt (Langform: Österreichischer Alpenverein Sektion Schwanenstadt) ist ein Mitgliedsverein des Österreichischen Alpenvereins in Schwanenstadt. Er ist mit 1325 Mitgliedern (Stand: 31. Dezember 2024) der mitgliederstärkste Verein der Region Schwanenstadt und die zweitgrößte Alpenvereinssektion im Bezirk Vöcklabruck in Oberösterreich.

## Geschichte
Das Gründungsdatum des Alpenverein Schwanenstadt ist unbekannt. Schon vor dem Jahr 1939 gab es in Schwanenstadt Mitglieder des Alpenvereins.
Eine eigene Ortsgruppe als Teil der Sektion Vöcklabruck wurde um das Jahr 1947 gegründet. Gründer waren der Rechtsanwalt Ernst Peyrer-Heimstätt und der Schwanstädter Arzt Karl von Jenny. Die Gründungsversammlung fand im Gasthaus Achatz-Schnaitl statt. Zum ersten Obmann der Ortsgruppe Schwanenstadt wurde Ernst Peyrer-Heimstätt gewählt, Rudi Hlauschka als Obmann-Stellvertreter, Karl Anderle als Jugendführer und Johanna Schnaitl als Kassiererin.
In den ersten Jahren des Bestehens der Ortsgruppe arbeitete sie beim Bau der Jugendherberge beim Hochleckenhaus im Höllengebirge mit und nahm an der Suche und Bergung der Unfallopfer aus Heilbronn am Dachstein in der Karwoche 1954 teil.

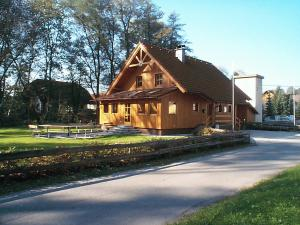
Alpenvereinshaus in Staig

Am 1. Juni 1956 wurden nach dem Tod von Ernst Peyrer-Heimstätt im Vereinsgasthaus Achatz-Schnaitl Rudi Hlauschka zum neuen Obmann und Franz Focke zum Obmannstellvertreter gewählt. Als Hlauschka nach fast 30 Jahren als Obmann verstarb, wurde im Mai 1985 Eckhard Schnaitl zum Obmann der ÖAV-Ortsgruppe gewählt. Max Braun wurde sein Stellvertreter. Wegen gesundheitlicher Probleme gab Schnaitl 1993 seine Funktion als Obmann des Vereins nach acht Jahren ab. Nachfolger wurde Augustin Mairhofer, unter dem sich die Mitgliederzahl von 280 Personen innerhalb von zwölf Jahren fast verdreifachte.
Im April 1996 wurde mit dem Bau eines Jugendheims in der Ortschaft Staig begonnen. Die feierliche Einweihung unter Teilnahme von mehreren Bürgermeistern und Persönlichkeiten des öffentlichen Lebens fand gemeinsam mit dem 50-jährigen Bestandsjubiläum des Alpenvereins Ende August 1997 statt.

## Alpenverein Schwanenstadt heute
Im Oktober 1999 wurde die Trennung von der Alpenvereins-Sektion Vöcklabruck und die Gründung einer selbständigen Sektion Schwanenstadt im Österreichischen Alpenverein zum 1. Januar 2000 beschlossen. Zum 1. Vorsitzenden der ÖAV-Sektion Schwanenstadt wurde der bisherige Obmann der Ortsgruppe, Augustin Mairhofer, gewählt.
Im Jahr 2008 übergab Obmann Augustin Mairhofer die Führung des Vereins an Gerhard Greifeneder. Unter seiner Führung wurde die Ausbildung der Tourenführern weiter verbessert und das Angebot an Ausbildungskursen für die Vereinsmitglieder erhöht.
Der Alpenverein Schwanenstadt betreut und saniert ca. 13 Kilometer Wege und Steige im Höllengebirge, darunter den „Brennerriesenstieg“, einen leichten Klettersteig, der vom Forsthaus Weißenbach auf das Höllengebirgsplateau führt.
Der Verein betreibt keine Hütte in alpinen Regionen, besitzt aber ein Jugendheim in der Ortschaft Staig. In dem Gebäude befindet sich auch eine Indoor-Sportkletterwand sowie eine Boulderwand. Der Verein verfügt über einen Kleinbus für Vereinsausfahrten sowie umfangreiche Leihausrüstung und Alpinliteratur.